# Імаґава Йосітада
Імаґава Йосітада (26 лютого 1436 — 1 березня 1476) — середньовічний японський політичний та військовий діяч періоду Муроматі.

## Життєпис
Походив з самурайського роду Імаґава. Син Імаґава Норітада, сюго провінції Суруґа, і доньки Уесуґі Удзісади. Народився у 1436 році. Про молоді роки обмаль відомостей. У 1441 році вперше брав участь у поході батька проти вбивць сьогуна Асікаґа Йосінорі. 1454 року спільно з іншими васалами і союзниками роду Уесіґі брав участь у поході проти Асікаґа Сіґеудзі, намісника регіону Канто (Канто0кубо), який вимушений був тікати до міста Кога.
Близько 1461 року після смерті батька успадкував посаду сюго. Зберігав гарні стосунки з бакуфу, яка затвердила Йосітаду на посаді. Водночас вступив у конфлікт з кланами Кацумада і Йокота в провінції Тотомі, де мав тимчасове керування. Складні відносини також були з кланом Такеда.
У 1466 році доєднався до східної коаліції на чолі з канрей Хосокава Кацумото, яка підтримувала Асікаґа Йосімі як спадкоємця сьогуна Асікаґа Йосімаса. У 1467 році наказав спорудити перший замок Какеґава для захисту важливого шляху Токайдо. З початком смути Онін на чолі загону у 1 тис. самураїв брав участь у боях біля Кіото (і в самому місті) з військами західної коаліції. 1468 року повернувся до рідної провінції. Тут вступив у відкрите протистояння з родами Кацумада і Йокота, які перейшли на бік західної коаліції (підтримувала претендента Асікаґа Йосіхіса). Протягом 1468—1473 років завдав їм низки важких поразок, внаслідок чого істотно посилив свою владу в провінції Тотомі.
У 1473—1475 роках розширював вплив у провінціях Тотомі і Мікава, вступивши у конфлікт з кланом Сіба. Втім у 1476 році зазнав раптового нападу рештки своїх ворогів, які завдали поразки Йосітаді, а його самого вбили. В результаті усі його здобутки було втрачено. Владу успадкував син Йосітади — Імаґава Удзітіка.